# POP IN CITY 〜for covers only〜
『POP IN CITY 〜for covers only〜』（ポップ・イン・シティ 〜フォー・カヴァーズ・オンリー〜）は、DEENの2枚目のカバーアルバム。2021年1月20日にEpic Records Japanからリリースされた。

## 解説
DEENの他アーティストのカバーアルバムとしては、前作『君がいる夏 -Everlasting Summer-』から約7年ぶりとなる。
ジャケットは、イラストレーター・永井博による描き下ろしイラストになっている。完全生産限定盤、初回生産限定盤、通常盤の3形態でリリースされた。スペシャルBOX仕様となっている完全生産限定盤には、ジャケットに使用された描き下ろしイラストがデザインされたオリジナルTシャツが付属。スペシャル紙ジャケット仕様の初回生産限定盤には、2020年に行われた「DEEN Summer Resort Live 〜7th wave〜」をノーカット収録、特典映像付のBlu-ray Discが付属。通常盤には、ボーナストラックとしてparis matchとカバーした吉田美奈子の『夢で逢えたら』が収録されている。
アルバム収録曲のうち、『悲しみがとまらない』が2021年1月5日に、『埠頭を渡る風』が2021年1月11日に先行配信されている。
2021年1月12日から1月22日まで、アルバム収録曲のライナーノーツ付きリリックビデオが「DEEN Official YouTube Channel」にて公開された。ライナーノーツは音楽ライター・木村ユタカ。リリックビデオ用のイラストはクリエイター・遅れてきた青春がそれぞれ担当した。

## 収録内容

### CD
カッコ内はオリジナルアーティスト。
1. 悲しみがとまらない（杏里）
作詞:康珍化、作曲:林哲司、編曲:大平勉・山根公路
2. 埠頭を渡る風（松任谷由実）
作詞・作曲:松任谷由実、編曲:侑音・山根公路
3. 恋するカレン（大瀧詠一）
作詞:松本隆、作曲:大瀧詠一、編曲:侑音・山根公路
4. プラスティック・ラブ（竹内まりや）
作詞・作曲:竹内まりや、編曲:大平勉・山根公路
5. DOWN TOWN（シュガー・ベイブ）
作詞:伊藤銀次、作曲:山下達郎、編曲:侑音・山根公路
6. バカンスはいつも雨（杉真理）
作詞・作曲:杉真理、編曲:侑音・山根公路
7. 真夜中のドア/Stay With Me（松原みき）
作詞:みうらよしこ、作曲:林哲司、編曲:大平勉・山根公路
8. RIDE ON TIME（山下達郎）
作詞・作曲:山下達郎、編曲:小川清邦・山根公路
9. 君は1000%（1986オメガトライブ）
作詞:有川正沙子、作曲:和泉常寛、編曲:侑音・山根公路
10. 恋は流星（吉田美奈子）
作詞・作曲:吉田美奈子、編曲:侑音・山根公路

### ボーナストラック (通常盤のみ)
1. 夢で逢えたら with paris match（吉田美奈子）
作詞・作曲:大瀧詠一、編曲:杉山洋介・山根公路

### Blu-ray Disc (初回生産限定盤のみ)
1. 「DEEN Summer Resort Live 〜7th wave〜」 2020/9/16 大さん橋ホール
2. そばにいるだけで (LYRIC VIDEO) - 特典映像